# Arbeitsgruppe Scientology

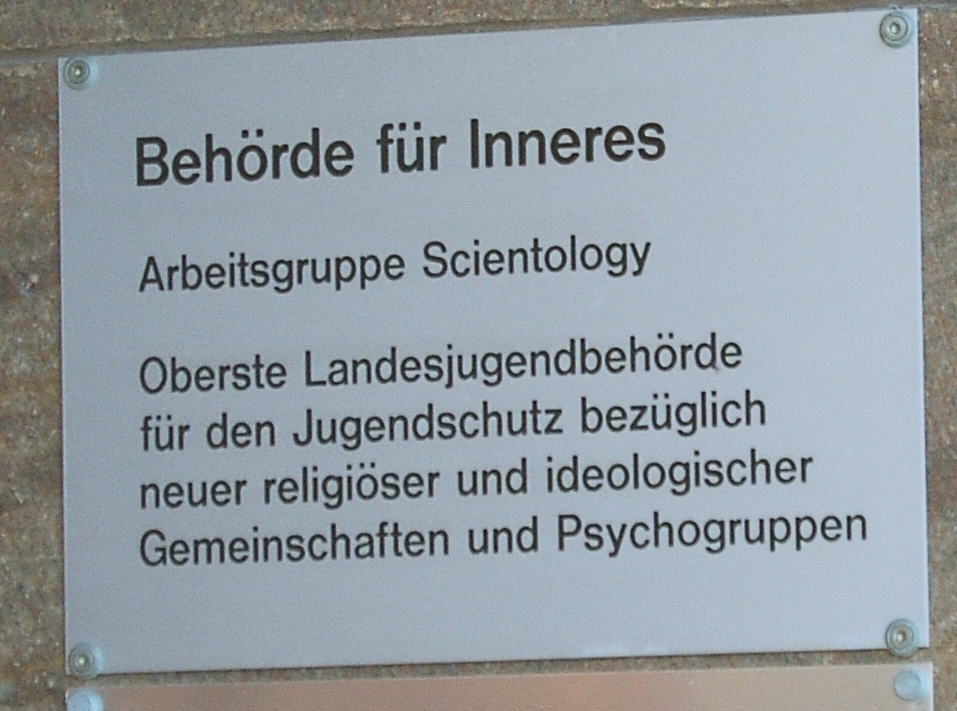
Büroschild der Arbeitsgruppe Scientology der Behörde für Inneres in Hamburg, Neustadt.

Die Arbeitsgruppe Scientology (AGS) war eine von 1992 bis 2010 bestehende Institution der Behörde für Inneres der Freien Hansestadt Hamburg. Sie beobachtete und analysierte die Aktivitäten der Scientology und ähnlicher Gruppen, hatte dementsprechend bei Problemen mit dieser Organisation beraten und hatte u. a. das Schwarzbuch Scientology gefördert.
Die AGS stellte auch Übersetzungen von zentralen wissenschaftlichen Arbeiten über Sekten und Psychogruppen online zur Verfügung, so die Studie von Stephen A. Kent: Gehirnwäsche im Rehabilitation Project Force (RPF).
Im August 2010 wurde beschlossen, die Arbeitsgruppe zum 31. August 2010 zu schließen; ihre Arbeit wird vom Verfassungsschutz weitergeführt.
Leiterin der AGS war seit Gründung Ursula Caberta. Sie führt ihre Arbeit nach der Schließung der AGS als Ministerialreferentin in der Innenbehörde fort.

## Kritik
Die Arbeitsgruppe Scientology stand in beständiger gerichtlicher Auseinandersetzung mit Scientology, seit 1992 soll es zu über 50 gerichtlichen Verfahren gekommen sein. Die Scientologen verstehen dabei ihre neureligiöse Bewegung  als  verfolgt und verunglimpft. Ein vor dem Bundesverwaltungsgericht 2005 von der Arbeitsgruppe Scientology verlorenes Revisionsverfahren, bezgl. der Unterlassung der Verbreitung einer vorformulierten Erklärung gegen den Einsatz der Technologie von L. Ron Hubbard in Unternehmen, wird von den Gegnern der AGS immer wieder herangezogen.
Renate Hartwig, selbst eine Kritikerin von Scientology, bezeichnete in ihrem Buch Die Schattenspieler die Arbeitsgruppe Scientology und deren ehemaligen Leiterin Ursula Caberta als „Heuchler und Pharisäer am Steuertrog“, denen es nicht um den Kampf gegen Scientology, sondern um den Erhalt ihrer Planstellen gehe.